# ملكة جمال العالم 1952
ملكة جمال العالم 1952 هي مسابقة ملكة جمال العالم الثانية في تاريخ مسابقة ملكة جمال العالم منذ انطلاقتها العام الماضي 1951، عقدت المسابقة في 14 نوفمبر 1952 في مسرح لايسيوم في لندن ، المملكة المتحدة. تنافست 11 متسابقة على التاج. في نهاية الحدث توجت ماي لويز فلودين من السويد وتسلمت التاج من قبل ملكة جمال العالم السابقة كيكي هاكانسون من السويد أيضا، خلال لحظة التتويج هذه منحت ماي لويز فلودين كأسًا وباقة. لا يوجد تاج رسمي وشاح خلال هذا الوقت.

## النتائج

### المراكز النهائية
| النتائج النهائية      | المتنافسة                          |
| --------------------- | ---------------------------------- |
| ملكة جمال العالم 1952 | - السويد - ماي لويز فلودين †       |
| الوصيفة الأولى        | - سويسرا - سيلفيا مولر             |
| الوصيفة الثانية       | - ألمانيا الغربية - فيرا ماركس     |
| الوصيفة الثالثة       | - فنلندا - إيفا هيلاس              |
| الوصيفة الرابعة       | - الولايات المتحدة - تالي ريتشاردز |

## المتسابقات
تنافس في النسخة الثانية من مسابقة ملكة جمال العالم 11 متسابقة على التاج (9 أجنبيات وبريطانيان)
- المملكة المتحدة - دورين دون
- المملكة المتحدة - مارلين آن دي
- الدنمارك - ليليان كريستنسن
- فنلندا - إيفا ماريا هيلاس
- فرنسا - نيكول دروين
- ألمانيا - فيرا ماركس
- هولندا - ساني ويتنر
- أيرلندا - إيثن دان
- السويد - ماي لويز فلودين †
- سويسرا - سيلفيا مولر
- الولايات المتحدة - تالي ريتشاردز

### الظهور لأول مرة
- فنلندا
- ألمانيا
- أيرلندا
- سويسرا

### المتسابقات المستبعادات
- بلجيكا - تم استبعاد آن ماري باولز بعد رفضها الانفصال عن صديقها خلال المسابقة (رافقها إلى إنجلترا).

## الروابط الخارجية
- موقع ملكة جمال العالم الرسمي